# Yair Bacharach
Yair Chayim Bacharach (Lipník nad Bečvou, Morávia, 1639 — Worms, 1 de janeiro de 1702) foi um rabino alemão e importante posek — termo na lei judaica para aquele que decide sobre a Halachá em casos de direito onde as autoridades anteriores são inconclusivas ou nas situações em que não existe precedente — do século XVII.

## Biografia
Bacharach viveu inicialmente em Koblenz e no restante de sua vida em Worms e Metz. Sua avó, Eva Bacharach, era neta do Maharal de Praga, e seu pai, Moisés Samson Bacharach, e seu avô serviram como rabinos em Metz.
Foi autor de Ḥawwot Yair ("Aldeias Havote-Jair"), uma coleção de Responsa pelo título do qual ele é comumente referido (publicado pela primeira vez em Frankfurt am Main, 1699); seu título é uma referência a sua avó Chava, bem como a um lugar mencionado no Livro dos Números 32:41 e em outras partes da Bíblia judaica. Outro trabalho seu inclui o Mekor Chaim, que foi concebido como um comentário principal para o Shulkhan Arukh, mas, foi retirado por Bacharach quando este descobriu a existência de outros comentários, principalmente o de Taz e o de Magen Avraham. Ela ainda é considerada a principal fonte de material sobre os minhagim (costumes) da região naquela época.
Além de seu profundo conhecimento sobre a Halachá ele possuía ainda completo domínio de toda as ciências, música, história e escreveu poesias. Compilou uma enciclopédia de quarenta e seis volumes sobre muitos temas.
Em 1689 a comunidade judaica de Worms foi dizimada pelos franceses durante a Guerra dos Nove Anos. Aos poucos, ela foi reconstruída. Em 1699 ele foi nomeado rabino de Worms, onde seu pai e avô tinham servido antes dele. Atuou por apenas três anos, até sua morte em 1702.
Em 1982, sua obra mais importante, Mekor Chaim, foi finalmente publicada postumamente por Machon Yerushalayim.